# Freyberg (Familienname)
Freyberg ist ein deutscher Familienname.

## Herkunft und Bedeutung
Freyberg ist ein Herkunftsname für diejenigen, die aus einem Ort namens Freyberg oder Freiberg stammen.

## Varianten
- Freiberg, Freibergs, Freiberger, Freyberger

## Namensträger
- Alfred Freyberg (1892–1945), deutscher Jurist und Politiker (NSDAP)
- Albrecht von Freyberg (1876–1943), deutscher Admiral und Diplomat
- Bernard Freyberg, 1. Baron Freyberg (1889–1963), neuseeländischer General
- Bruno von Freyberg (1894–1981), deutscher Geologe
- Burkhard von Freyberg (* 1973), deutscher Unternehmer, Aufsichtsrat und Publizist
- Christian August Freyberg (1684–1743), deutscher Pädagoge, Schriftsteller und Lieddichter
- Christoph von Freyberg-Eisenberg († 1584), Fürstpropst von Ellwangen
- Conrad Freyberg (1842–1915), deutscher Maler
- Egloff von Freyberg (1883–1984), deutscher Generalmajor
- Electrina von Freyberg (1797–1847), deutsche Malerin
- Ernst von Freyberg-Eisenberg-Allmendingen (* 1958), deutscher Manager
- Georg von Freyberg-Eisenberg (1926–2017), deutscher Landwirt und Politiker (CSU), MdL
- Gredanna von Freyberg († 1481), deutsche Äbtissin und Magistra des Klosters Urspring
- Hans von Freyberg (1881–1945), deutscher Politiker (NSDAP)
- Heinrich von Freyberg (1892–??), deutscher Beamter
- Helena von Freyberg (1491–1545), österreichisch Vertreterin der Täuferbewegung
- Hermann Freyberg (1898–1962), deutscher Schriftsteller und Filmdirektor
- Hubertus Freyberg (* 1958), römisch-katholischer Priester, Radio- und Fernsehmoderator
- Irmingard von Freyberg (1907–1985), deutsche Grafikerin und Scherenschneiderin
- Johann Anton II. von Freyberg (1674–1757), Fürstbischof von Eichstätt
- Johann Anton von Freyberg-Eisenberg zu Hopferau (1740–1806), deutscher Forstbeamter, siehe Freyberg-Eisenberg zu Hopferau #Johann Anton von Freyberg-Eisenberg zu Hopferau
- Johann Christoph von Freyberg (1616–1690), Bischof von Augsburg
- Johann Christoph von Freyberg-Eisenberg (1551–1620), Fürstpropst von Ellwangen
- Johann Sigmund von Freyberg-Eisenberg zu Hopferau († 1690), deutscher Kämmerer und Politiker, siehe Freyberg-Eisenberg zu Hopferau #Johann Sigmund von Freyberg-Eisenberg zu Hopferau
- Julius von Freyberg-Eisenberg (1832–1912), deutscher Kreisdirektor und Bezirkspräsident
- Karl von Freyberg (Politiker) (1866–1940), deutscher Politiker (Zentrum)
- Karl von Freyberg (Landrat) (1882–??), deutscher Landrat
- Karl Daniel Freyberg (1728–1802), deutscher Historiker und Physiker
- Konrad von Freyberg (* 1933), deutscher Diplomingenieur und Rennbootsportler
- Maximilian von Freyberg-Eisenberg (1789–1851), deutscher Historiker und bayerischer Staatsmann
- Pankraz von Freyberg zu Hohenaschau (1508–1565), deutscher Unternehmer und Politiker
- Pankraz Freiherr von Freyberg (* 1944), deutscher Kunsthistoriker und Kulturmanager
- Paul Freyberg, 2. Baron Freyberg (1923–1993), britischer Peer
- Rolf-Jürgen Freyberg (1943–2011), deutscher Gewerkschaftsfunktionär
- Rudolph von Freyberg-Eisenberg (1817–1887), deutscher Gutsbesitzer und Politiker (Zentrum), MdR
- Teresita von Freyberg (1937–2009), uruguayische Adelige
- Valerian Freyberg, 3. Baron Freyberg (* 1970), britischer Peer und Künstler
- Wolfgang Freyberg (* 1956), deutscher Historiker und Slavist
- Werner Freyberg (1902–1973), deutscher Hockeyspieler